# Madinat as-Sadis min Uktubar
Madinat as-Sadis min Uktubar (arab. ‏السادس من أكتوبر‎, Al Sādis Min Uktōber; egipski arabski ‏ستة اكتوبر‎, Setta Oktōbar; ang. 6th of October City, Miasto 6 października) – miasto w Egipcie, w muhafazie Giza, ok. 20 km na południowy zachód od centrum Kairu. W 2006 roku miasto zamieszkiwało około 154 tys. osób.
To nowe kosmopolityczne miasto na Pustyni Zachodniej, zamieszkane przez studentów wielu narodowości, którzy poszukują edukacji w prywatnych uczelniach.
Madinat as-Sadis min Uktubar posiada port lotniczy i park przemysłowy.
Miasto było ośrodkiem administracyjnym muhafazy As-Sadis min Uktubar wydzielonej w kwietniu 2008 roku z muhafazy Giza, lecz zlikwidowanej w kwietniu 2011 roku.

## Lista uniwersytetów
- Modern Sciences and Arts University (Uniwersytet Nauk Współczesnych i Sztuk Pięknych)
- October 6 University
- Ahram Canadian University Ahram
- Misr University for Science and Technology (Egipski Uniwersytet Nauki i Technologii)
- Nile University (Uniwersytet Nilu)
- Akhbar El Youm
- Higher Institute of Applied Arts (Wyższy Instytut Sztuki Stosowanej)
- Higher Institute of Science and Technology (Wyższy Instytut Naukowo-Technologiczny)
- The Higher Institute of Engineering (Wyższy Instytut Inżynierii)
- The Higher Technological Institute (Wyższej Instytut Technologiczny)
- Cairo University in El-Sheikh Zayed (Kairski Uniwersytetu w El-Shejk Zayed) (w budowie)

## Służba zdrowia
Miasto ma kilka szpitali akademickich, publicznych i prywatnych, jak również wiele mniejszych klinik.

### Lista szpitali
- MUST Hospital (Misr University for Science and Technology)
- O6U Hospital
- Dar El Fouad Hospital
- Sheikh Zayed Szpital Specjalistyczny
- Sheikh Zayed Central Hospital